# راسموس نيلسن (كاتب)
راسموس نيلسن (بالدنماركية: Rasmus Nielsen)‏ هو فيلسوف وكاتب دنماركي، ولد في 4 يوليو 1809 في فين في الدنمارك، وتوفي في 30 سبتمبر 1884.